# Измайловский сельсовет (Реутовский район)
Измайловский сельсовет — упразднённая административно-территориальная единица, существовавшая на территории Московской губернии и Московской области до 1935 года.
Измайловский сельсовет был образован в первые годы советской власти. По данным 1924 года он входил в состав Разинской волости Московского уезда Московской губернии.
По данным 1926 года в состав сельсовета входили село Измайлово, детская консультация при селе Измайлове и лесная сторожка при селе Измайлове.
12 июля 1929 года Измайловский с/с был отнесён к Реутовскому району Московского округа Московской области.
23 июля 1930 года Московский округ был упразднён и Реутовский район перешёл в прямое подчинение Московской области.
10 мая 1935 года на территории Измайловского с/с был образован рабочий посёлок Измайлово, а Измайловский с/с при этом упразднён (10 ноября 1936 года р.п. Измайлово был включён в черту города Москвы).